# Helene Madison
Helene Madison (n. 19 iunie 1913, Madison, Wisconsin, SUA – d. 27 noiembrie 1970, Seattle, Washington, SUA) a fost o înotătoare americană, medaliată olimpică. A participat la o ediție a Jocurilor Olimpice (1932) în care a câștigat 4 medalii de aur.